# Miss Cosmo
Miss Cosmo es un concurso de belleza internacional de nueva creación organizado por UNICorp y UNIMedia en Ciudad Ho Chi Minh, Vietnam. Se fundó en agosto de 2023 y el primer concurso se celebró en octubre de 2024.
La actual poseedora del título es Ketut Permata Juliastrid Sari, de Indonesia, que fue coronada el 5 de octubre de 2024 en Ciudad Ho Chi Minh por el presidente de la Organización Miss Cosmo, Trần Việt Bảo Hoàng. Es la primera indonesia que gana el título y la ganadora inaugural de Miss Cosmo desde su creación.

## Historia
La primera edición de Miss Cosmo tuvo lugar en Ciudad Ho Chi Minh del 5 de septiembre al 5 de octubre de 2024. En el concurso tenían previsto la participación de candidatas de más de 82 países y territorios autónomos.
La ganadora recibirá premios como dinero en metálico, una estancia de un año en un apartamento, un contrato de modelo y la oportunidad de representar al concurso internacionalmente. Además, la ganadora actuará como embajadora de iniciativas benéficas apoyadas por Miss Cosmo, centradas en la diversidad y la inclusión en la industria de la belleza.
En 2023, la franquicia de Miss Universo en Vietnam se adjudicó oficialmente a un nuevo licenciatario nacional. Mientras tanto, Hoa Hậu Hoàn Vũ Việt Nam continuó como un concurso independiente con el nuevo título en inglés Miss Cosmo Vietnam, separado del concurso Miss Universo Vietnam. Tras la separación, la ganadora de Hoa Hậu Hoàn Vũ Việt Nam dejó de llamarse Miss Universo Vietnam, y el 1 de agosto se anunció que el título en inglés del concurso sería Miss Cosmo Vietnam. La serie de telerrealidad asociada también pasó a llamarse I Am Miss Cosmo Vietnam.
En el comunicado de prensa del 7 de agosto de 2023 se anunciaron otros cambios relacionados con el reciente cambio de marca, como la supresión del título de segunda finalista, la decisión de dejar de enviar delegadas a Miss Charm y dar al público el poder de juzgar las actuaciones de las candidatas a lo largo de la final.
El 12 de agosto de 2023, UNICorp anunció la celebración de un nuevo concurso internacional llamado Miss Cosmo. La ganadora de Miss Cosmo Vietnam será la próxima representante del país en este concurso. Trần Việt Bảo Hoàng, presidente de Miss Cosmo Vietnam, es el fundador, iniciador y presidente de este concurso.

### Premio
El premio incluye 100.000 dólares en metálico (más de 2.500 millones de VND) y un año de residencia en un apartamento de lujo en Vietnam. El total de los premios ascenderá a 1 millón de dólares.

### Reglamento del Concurso
Estos son los requisitos para las candidatas:
- Todas las candidatas deben tener entre 18 y 30 años; la edad límite puede variar según el país.
- Las mujeres transgénero que estén legalmente identificadas como mujeres pueden participar en el concurso.
- Ciudadanía legal en el país representante.
- No casada, sin hijos.
- Sin antecedentes penales.

## Corona

### Impactful Crown and Tiara
Tras un concurso internacional de diseño de coronas, Cosmo's Utopia, se seleccionaron la Impactful Crown and Tiara, que representa el mensaje de Belleza Impactante. La corona y la tiara fueron diseñadas por el artista vietnamita Tran Chi Nguyen y elaboradas por Ngoc Chau Au. La Impactful Crown está hecha de platino, con un diamante azul esmeralda de 22 quilates con un grado de claridad VVS1, junto con 122 quilates de diamantes blancos y 116 quilates de zafiros azules. La Impactful Tiara, también de platino, incluye un zafiro azul central y está adornada con 81 quilates de zafiros marquesa y 86 quilates de diamantes blancos circonitas.

## Ganadoras
| Año  | País      | Miss Cosmo                    | Lugar                       | Candidatas |
| ---- | --------- | ----------------------------- | --------------------------- | ---------- |
| 2024 | Indonesia | Ketut Permata Juliastrid Sari | Ciudad Ho Chi Minh, Vietnam | 56         |

## Países ganadores
| País      | Títulos | Año(s) |
| --------- | ------- | ------ |
| Indonesia | 1       | 2024   |